# Krasak (Selomerto)
Krasak is een bestuurslaag in het regentschap Wonosobo van de provincie Midden-Java, Indonesië. Krasak telt 2441 inwoners (volkstelling 2010).